# Боноз Трирский
Боно́з Три́рский (лат. Bonosius Treverorum; предп. IV век — 373, Трир) — епископ Трирский с 359 по 373 год. Католический святой.

## Жизнеописание
В 353 году после несправедливого изгнания в Фригию святого епископа Павлина Трирского, выступавшего против арианства, были организованы выборы нового епископа. На епископскую кафедру избрали святого Боноза, но тот не пожелал исполнять епископские обязанности, считая, что это место по праву принадлежит святителю Павлину и пока Павлин жив, Боноз не имеет никакого юридического основания занять место своего предшественника. Такой шаг возмутил императора Констанция II, правившего в те годы практически всей Римской империей и являвшегося ярым сторонником ариан. Он приказал заключить Боноза в темницу. Таким образом, кафедра Трира оказалась временно пуста.
31 августа 358 года в далёкой Фригии умирает святитель Павлин, а позже, в 361 году и император Констанций II. Наступает очередь царствования Юлиана Отступника, покровителя язычества. Как это не покажется странным, но именно он в 362 году выпускает «Эдикт о терпимости», согласно которому из тюрем освобождаются заключённые ранее христианские епископы и среди них, очевидно, и епископ Боноз. Он выходит на свободу и уже не номинально, но реально возглавляет Трирскую епархию. Боноз продолжает вести неустанную борьбу за чистоту христианского вероучения и ведёт активную проповедь против ариан.
В эти годы (368—369) в Трир на учёбу приезжает молодой Иероним Стридонский, будущий великий преподобный и учитель христианской церкви, и именно здесь он, под влиянием проповедей епископа Боноза и духовной литературы, принимает решение стать монахом и начать вести строгий аскетический образ жизни.
17 февраля 373 года Боноз умирает и его хоронят в трирском монастыре св. Симфориана. Ныне его мощи сохраняются в трирской церкви св. Павлина.